# Whitworth (Lancashire)
Whitworth – miasto w Anglii, w hrabstwie Lancashire, w dystrykcie Rossendale. Leży 23 km na północ od miasta Manchester i 277 km na północny zachód od Londynu. W 2001 miasto liczyło 7263 mieszkańców.